# Harry Boot
Harry Albert Howard Boot (Birmingham, 29 luglio 1917 – 8 febbraio 1983) è stato un fisico inglese.
Sviluppò, insieme a Sir John Randall e James Sayers il magnetron, che fu una delle chiavi della vittoria alleata nella seconda guerra mondiale. 

## Biografia
Nacque a Birmingham, frequentò King Edward's School, Birmingham e l'Università di Birmingham. Mentre lavorava al suo dottorato, scoppiò la guerra. Il suo professore Mark Oliphant aveva visto il klystron alla Stanford University, ma questo non produceva sufficiente potenza per essere usato come trasmettitore radar; assegnò il problema a John Randall ed a Boot. Nel tardo febbraio 1940, avevano inventato la cavità magnetron, molto più potente, che fu impiegata in un radar sperimentale già nel maggio del 1940. Poiché il magnetron è un componente fondamentale, che al giorno d'oggi viene utilizzato in tutte le forme di generazione di microonde, dalle cucine alle radio ad alta potenza, non è esagerato affermare che Randall e Boot inventarono il singolo componente più influente della moderna tecnologia, superando anche il transistor quanto ad impatto sulla vita quotidiana.

Il fisico James Sayers migliorò ulteriormente il magnetron. Come molte invenzioni britanniche di questo periodo, anche questa fu data gratuitamente agli Stati Uniti durante la seconda guerra mondiale, e imprese americane si sono arricchite grazie a questa invenzione non brevettata. Inizialmente Boot e Randall ricevettero 50 sterline ciascuno per il magnetron, per "aver migliorato la sicurezza in mare", ma più tardi (nel 1949) Boot, Randall e Sayers ricevettero un premio di 36 000 sterline per il loro lavoro. Dopo alcuni lavori sulla fisica nucleare, Boot ritornò ai magnetron e dopo la guerra costruì un ciclotrone a Birmingham. Nel 1948 si unì al Scientific Civil Service nel Royal Naval Scientific Service, dove lavorò prima di andare in pensione. 